# Komisja śledcza w sprawie PKN Orlen
Sejmowa Komisja Śledcza do zbadania zarzutu nieprawidłowości w nadzorze Ministerstwa Skarbu Państwa nad przedstawicielami Skarbu Państwa w spółce PKN Orlen S.A. oraz zarzutu wykorzystania służb specjalnych (d. UOP) do nielegalnych nacisków na organa wymiaru sprawiedliwości w celu uzyskania postanowień służących do wywierania presji na członków Zarządu PKN Orlen S.A. (jak brzmiała jej pełna nazwa) – została powołana przez Sejm w celu zbadania okoliczności odwołania w lutym 2002 roku ówczesnego prezesa PKN Orlen Andrzeja Modrzejewskiego oraz jego zatrzymania przez UOP (tzw. afera Orlenu).
Opozycja twierdziła, że zatrzymanie Modrzejewskiego odbyło się za wiedzą i zgodą, a być może nawet na polecenie, ówczesnego premiera Leszka Millera. Komisja miała też wyjaśnić, czy służby specjalne były wykorzystane do zmian we władzach spółki oraz do zmian wielomiliardowych kontraktów. Miała również za zadanie zbadać nieprawidłowości w nadzorze Skarbu Państwa nad PKN Orlen oraz ustalić, czy nie doszło wówczas do zagrożenia bezpieczeństwa energetycznego państwa.
Zakres działania komisji wyjaśnia jej pełna nazwa: „do zbadania zarzutów i nieprawidłowości w nadzorze Ministerstwa Skarbu Państwa nad przedstawicielami skarbu państwa w spółce PKN Orlen oraz zarzutów wykorzystania służb specjalnych dawnego UOP do nielegalnych nacisków na organ wymiaru sprawiedliwości w celu uzyskania postanowień służących do wywierania presji na członków zarządu PKN Orlen”.
Decyzję o powołaniu komisji Sejm podjął 28 maja 2004 (za głosowało 397 posłów, przeciw 17, wstrzymało się 11 posłów). 2 lipca Sejm wybrał jej skład. Na pierwszym posiedzeniu 6 lipca 2004 komisja ukonstytuowała się i wybrała prezydium.

## Skład komisji
Początkowy skład komisji:
- Przewodniczący:
  - Andrzej Aumiller (UP, następnie Samoobrona) – przewodniczący od 29 kwietnia 2005, wcześniej wiceprzewodniczący
- Były Przewodniczący:
  - Józef Gruszka (PSL) – członek, przewodniczący od lipca 2004 do 29 kwietnia 2005
- Wiceprzewodniczący:
  - Zbigniew Wassermann (PiS)
  - Roman Giertych (LPR)
- Członkowie:
  - Bogdan Bujak (SLD)
  - Konstanty Miodowicz (PO)
  - Andrzej Grzesik (Samoobrona)
  - Zbigniew Witaszek (FKP)
  - Antoni Macierewicz (RKN)
  - Andrzej Różański (SLD), od 2 lipca 2004 do 5 lipca 2005
  - Andrzej Celiński (SdPl), zrezygnował 12 lipca 2005

W kwietniu 2005, z powodu ciężkiej choroby posła Józefa Gruszki, komisja odwołała go ze stanowiska przewodniczącego i powołała na to miejsce Andrzeja Aumillera. 5 lipca 2005 komisja odwołała ze swego składu Andrzeja Różańskiego. Po usunięciu z niej Andrzeja Różańskiego, klub SLD wycofał drugiego ze swych posłów – Bogdana Bujaka. „Wycofujemy posła Bujaka i składamy raport końcowy w wersji przygotowanej przez Różanskiego i Bujaka” – powiedział szef klubu SLD Krzysztof Janik – „Teraz prawica będzie mogła szaleć, teraz dopiero będzie miała szanse” – dodał. 12 lipca Andrzej Celiński SdPl zrezygnował z pracy w komisji śledczej ds. PKN Orlen. Poinformował o tym marszałka Sejmu w liście. Poseł napisał, że nie zamierza dłużej legitymizować swoją obecnością bezprawnych decyzji komisji. „Nie mogąc się im przeciwstawić – rezygnuję”.
Szef komisji Andrzej Aumiller (UP) żałował, że Celiński zrezygnował. "Im mniej członków, tym gorzej" – powiedział. Celiński jest trzecim posłem lewicy, który odszedł z komisji – po wykluczonym Andrzeju Różańskim (SLD) i wycofanym przez klub Sojuszu Bogdanie Bujaku. Komisja w dalszym ciągu ma kworum i będzie pracować – zadeklarował Aumiller.

## Powrót komisji
16 czerwca 2007 wicepremier Roman Giertych, szef LPR zadeklarował, że LPR złoży w Sejmie wniosek o przywrócenie komisji śledczej w sprawie PKN Orlen. Wniosek taki nie został jednak nigdy złożony, a wkrótce po tym Giertych opuścił koalicję rządową. LPR zaś po wyborach w 2007 r. nie znalazła się już w Sejmie.